# Xuttah Planitia
La Xuttah Planitia è una formazione geologica della superficie di Titano.
È intitolata a Xuttah, pianeta dell'universo immaginario del ciclo di Dune, luogo di produzione di tecnologia per l'Impero.